# Spelsystem (ishockey)
Spelsystem inom ishockey anger hur spelarna i laget är positionerade eller uppställda på planen. Olika spelsystem kan användas beroende på om laget vill spela mer offensivt eller defensivt. Systemet anges numerisk där varje siffra anger antal spelare i respektive lagdel (eller linje) med utgångspunkt från den defensiva lagdelen, (målvakt ej inkluderad), till exempel 1-3-1 som beskriver en uppställning med 1 defensiv back, 3 spelare i mitten och 1 offensiv anfallsspelare.

## 2-1-2
Spelsystemet 2-1-2, på engelska 2-1-2 Forecheck, det vill säga en uppställning med 2 backar, 1 släpande forward och 2 offensiva forwards, är ett spelsystem i ishockey där man genom två offensiva forward sätter press på, det vill säga forecheckar, motståndarna i deras egen försvarszon för att försöka erövra pucken så tidigt som möjligt och innan motståndarna hinner gå till anfall.

## 1-3-1

Spelsystem 1-3-1: Neutrala zonens fälla

Spelsystemet 1-3-1 det vill säga en uppställning med 1 defensiv back, 3 spelare i mitten och 1 offensiv anfallsspelare, är ett spelsystem i ishockey som sägs vara mycket defensivt inriktat och har varit omdebatterat, då många, bland annat ishockeyförbundets ordförande Rickard Fagerlund anser att det ger så kallade "tråkiga matcher" och få mål.

### Historia
När den svenske tränaren Tommy Sandlin tränade både Sveriges landslag och Modo AIK:s A-herrlag under 1978 introducerade han vad han kallade spelsystemet 1-3-1 i Sverige. Introduktionen skedde under samma år i nummer 8 av Svenska Ishockeyförbundets tidskrift Hockey. Han hade hämtat sina intryck från basketcoachen Ed Klimkowski.
Sedan utvecklades systemet med åren. Under det sena 1980-talet och det tidiga 1990-talet nådde Djurgårdens IF:s ishockeylag med Lasse Falk som tränare framgångar med spelsystemet i Sverige och i mitten av 1990-talet användes systemet bland annat framgångsrikt av Västra Frölunda HC, sedan Lasse Falk börjat träna det laget i stället.
Då systemet i mitten av 1990-talet hade sin storhetstid och var mer eller mindre utbrett överallt inom den organiserade ishockeyn i Sverige, även på ungdoms- och juniornivå. Systemet användes även utanför Sverige, en motsvarighet i NHL kallas på engelska neutral zone trap ("neutrala zonens fälla") och på franska trappe.

### Kritik
Samtidigt riktades en hel del kritik mot systemet, bland annat hos Svenska Ishockeyförbundet, media och publik. Spelet beskylldes för att skapa så kallade "tråkiga matcher". Kritiken mot systemet kulminerade under säsongen 1996/1997 då Västra Frölunda HC hade internationella framgångar med systemet i EHL, där klubben tog sig till semifinal, samt även använde det i Elitserien 1996/1997. Rickard Fagerlund, som 1983-2002 var ordförande i Svenska Ishockeyförbundet, var en av de som hårdast kritiserade systemet.

## 1-2-2
Spelsystemet 1-2-2 även kallad torpedhockey eller Big Ice Hockey, det vill säga en uppställning med en 1 back (så kallad libero) längst bak, därefter 2 halvbackar i mitten samt 2 offensiva forwards, så kallade "torpeder" längst fram. Systemet blev en offensiv uppföljning till 1-3-1 systemet och kom att dominera svensk ishockey under 2000-talet.

### Fotnoter
1. ↑  Norlin, Arne. Hockey - de tuffa lirarnas spel. Rabén & Sjögren
2. ↑  Hockey, nummer 3 1996, CEWE-förlaget, sidan 34-35 - Sandlins 1-3-1 håller i alla väder!
3. ↑  ”Det var som att stjäla godis från en femåring” (på svenska). Sportbladet. 21 april 2010. http://www.aftonbladet.se/sportbladet/hockey/sverige/shl/djurgarden/article12285274.ab. Läst 30 september 2017.